# Giulio Antonio Acquaviva

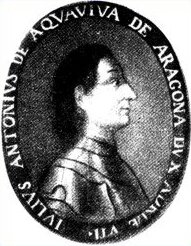
Retrato de Giulio Antonio Acquaviva

Giulio Antonio Acquaviva fue un militar italiano nacido en torno a 1420 y fallecido en Otranto, Italia, en 1481. 
Hijo de Giosia Acquaviva, fue nombrado caballero de la orden del Armiño por Fernando I de Nápoles. Hombre de buen sentido, dotado de ingenio y gran benevolencia, fundó la ciudad de Giulianova en los Abruzos, a orillas del mar Adriático. Murió a los pies de los muros de Otranto, luchando contra los turcos, en 1481.